# Percival David Foundation of Chinese Art

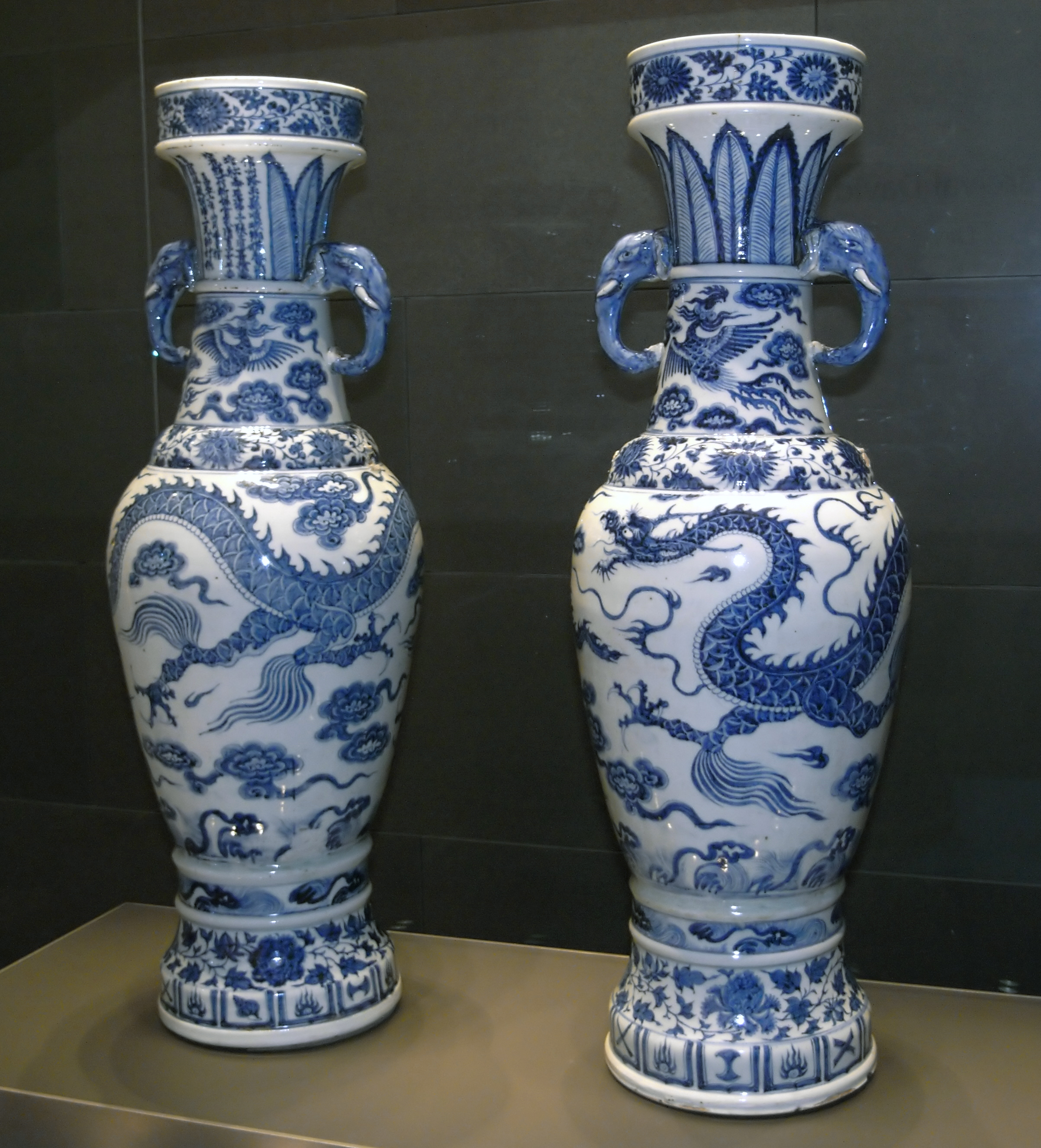
Vazele David, spus a fi două dintre cele mai cunoscute porțelanuri chinezești din lume

Percival David Foundation of Chinese Art (prescurtată ca PDF) este o colecție de ceramică chinezească și articole conexe, expusă permanent în propria galerie din camera 95 a British Museum. Scopul principal al fundației este de a promova studiul și predarea artei și culturii chineze. Colecția este formată din aproximativ 1.700 de piese din porțelan Song, Yuan, Ming și Qing din dinastia Qing (din secolul al X-lea până la XVIII), precum și o pictură, Scroll of Antiquities ((古玩圖 Guwan tu, 1728, domnia lui Yongzheng).
Colecția se concentrează pe piese din „gustul chinezesc”, mai degrabă decât în produsele de export, și pe porțelanul imperial, o mare parte din obiectele din Jingdezhen. Acesta include exemple superbe ale rarelor produse Ru și Guan și două importante vaze din porțelan albastru și alb din dinastia Yuan („Vazele David”), cele mai vechi piese din porțelan albastru și alb datate din 1351. Fundația are, de asemenea, o mare bibliotecă de cărți din vestul și estul asiatic legate de arta chineză; acest și materialul de arhivă sunt găzduite în biblioteca SOAS (School of Oriental and African Studies), Universitatea din Londra.
În 1950, Colecția a fost prezentată Universității din Londra de către colecționarul și savantul Sir Percival David, care o asamblase.

## Legături externe
- British Museum, Room 95
- BBC audio file A History of the World in 100 Objects
- Illustrated catalogue of Ch'ing enamelled wares in the Percival David Foundation of Chinese Art Arhivat în 7 aprilie 2020, la Wayback Machine. from SOAS University of London
- A Handbook of Chinese Ceramics from the Metropolitan Museum of Art